# Gabi Rockmeier
Gabriele Rockmeier (* 29. November 1973 in Moosburg an der Isar) ist eine deutsche Leichtathletin und Olympiateilnehmerin. Wie ihre Zwillingsschwester Birgit ist Gabi Rockmeier eine Sprinterin, hat sich aber im Gegensatz zu Birgit auf die kurzen Sprintstrecken (60, 100 und 200 Meter) spezialisiert. Bei den Olympischen Spielen 2000 in Sydney belegte sie mit der 4-mal-100-Meter-Staffel den sechsten Platz. Ihr größter Erfolg ist die Goldmedaille im 4-mal-100-Meter-Lauf bei den Weltmeisterschaften 2001 in 42,32 s zusammen mit Melanie Paschke, Birgit Rockmeier und Marion Wagner. Die deutsche Staffel hatte zunächst hinter der USA-Staffel den zweiten Platz belegt. Nachdem die US-Sprinterin Kelli White nachträglich wegen Dopings disqualifiziert worden war, wurde der deutschen Staffel im Juni 2004 der Weltmeistertitel zugesprochen.
Gabriele Rockmeier hatte bei einer Größe von 1,76 m ein Wettkampfgewicht von 53 kg. Bis zu ihrem Karriereende startete sie für die LG Olympia Dortmund.

## Erfolge
- 100-Meter-Lauf
  - Deutsche Meisterin: 2001
- 200-Meter-Lauf
  - Halleneuropameisterschaftsdritte: 2002
  - Deutsche Meisterin: 2001, 2002
  - Deutsche Hallenmeisterin: 2002, 2003
- 4-mal-100-Meter-Staffel
  - Junioreneuropameisterin 1991
  - Vizeeuropameisterin: 1998 und 2002
  - Deutsche Meisterin: 1999, 2000, 2001, 2002, 2003, 2004
  - Weltmeisterin: 2001 (Melanie Paschke, Gabi Rockmeier, Birgit Rockmeier und Marion Wagner)
- 4-mal-200-Meter-Hallenstaffel
  - Deutsche Meisterin: 1999, 2001, 2002, 2003